# 里平卡河
里平卡河（烏克蘭語：Рипинка），是烏克蘭西部的河流，屬於里卡河的右支流。該河發源自皮利佩茨，流經外喀爾巴阡州的胡斯特區，河道全長29公里，流域面積222平方公里。